# El Resbalón, Hidalgo
El Resbalón är en ort i Mexiko.   Den ligger i kommunen Omitlán de Juárez och delstaten Hidalgo, i den sydöstra delen av landet, 100 km nordost om huvudstaden Mexico City. El Resbalón ligger 2 452 meter över havet och antalet invånare är 114.
Terrängen runt El Resbalón är lite bergig. Runt El Resbalón är det ganska tätbefolkat, med 93 invånare per kvadratkilometer. Närmaste större samhälle är Pachuca de Soto, 11,0 km sydväst om El Resbalón. I omgivningarna runt El Resbalón växer i huvudsak blandskog.